# Mésoscopique
L'échelle mésoscopique (du grec μέσος (« milieu ») et σκοπέω (« observer »)) est une échelle spatiale intermédiaire entre une échelle dite microscopique et une autre dite macroscopique. Mais les notions de microscopique et macroscopique diffèrent selon le contexte :
- en physique quantique, la physique mésoscopique concerne les systèmes de dimensions intermédiaires entre celles de la physique quantique et de la physique classique. L'échelle mésoscopique s'étend des dimensions de l'atome (entre 60 et 600 pm) jusqu'au micromètre ;
- en thermodynamique, l'échelle mésoscopique est suffisamment étendue pour inclure un grand nombre de particules (de telle sorte que leurs propriétés statistiques ne fluctuent pas significativement), tout en restant suffisamment fine pour que les grandeurs thermodynamiques (pression, température, etc.) restent locales (ponctuelles à l'échelle macroscopique). L'échelle mésoscopique dépend donc de la densité des corps étudiés : de l'ordre du nanomètre pour les corps condensés, jusqu'à plusieurs centaines de kilomètres pour des gaz raréfiés ;
- en météorologie et en océanographie, l'échelle mésoscopique, ou méso-échelle, est intermédiaire entre les systèmes à micro-échelle (moins de 2 km de diamètre) et la circulation planétaire d'échelle synoptique (dépressions et anticyclones sur tout un continent, courants marins, etc.). Pour l'atmosphère il s'agit donc de couches s'étendant horizontalement de quelques kilomètres à moins de 2 000 km.